# Naveen Andrews
Naveen William Sidney Andrews (født 17. januar 1969) er en Emmy- og Golden Globe-nomineret engelsk skuespiller. Han er bedst kendt for sine roller i Den engelske patient (1996), Grindhouse (2007) og tv-serien Lost.

## Filmografi
- London Kills Me (1991) ... som Bike
- Wild West (1992) ... som Zaf
- The Buddha of Suburbia (1993) ... som Karim
- Den engelske patient (1996) ... som Lt. Kip Singh
- The Peacock Spring (1996) ... som Ravi Battacharya
- Kama Sutra: A Tale of Love (1997) ... som Raj Singh
- True Love and Chaos (1997) ... som Hanif
- Bombay Boys (1998) ... som Krishna Sahni
- My Own Country (1998) ... som Dr. Abraham Verghese
- The Mighty Joe Young (1998) ... som Pindi
- Rollerball (2002) ... som Sanjay
- Easy (2003) ... som John
- Lost (2004-2010) ... som Sayid Jarrah
- Bride And Prejudice (2004) ... som Mr. Balraj
- The Ten Commandments (2006)
- Provoked (2007) ... som Deepak
- Grindhouse (2007) ... som Abby
- The Brave One (2007) ... som David